# Basi di monumenti onorari nel Foro romano

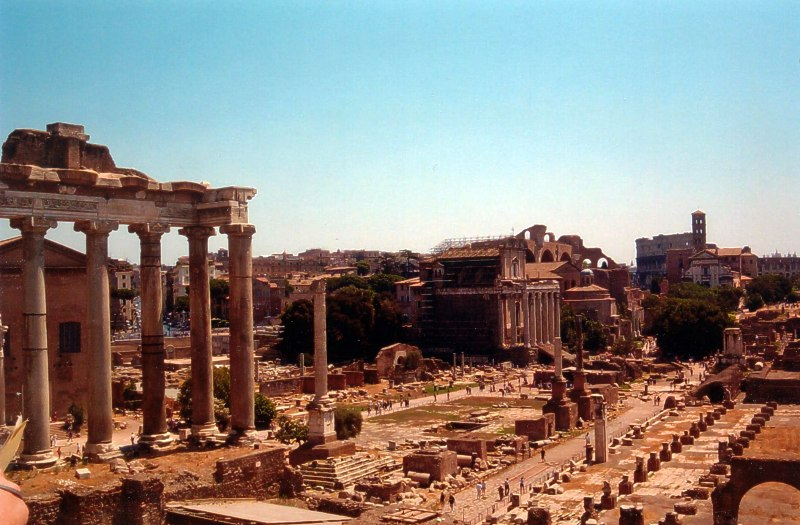
Basi di monumenti onorari al centro della piazza: si riconoscono per esempio le due basse colonne onorarie rialzate vicino al tempio di Saturno

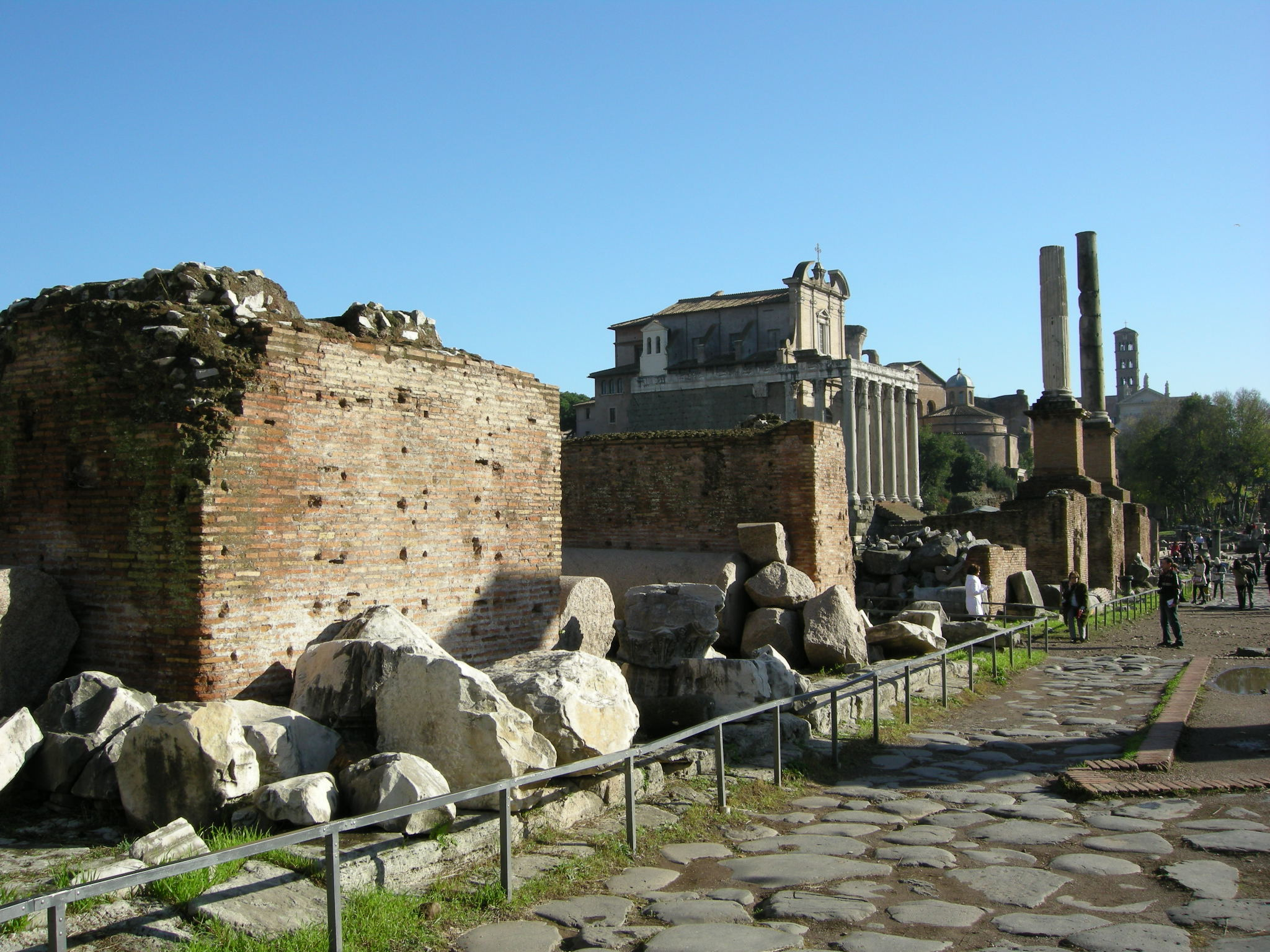
Basi onorarie nel Foro

Nel foro romano a Roma sorgevano numerosi monumenti e statue celebrative. Di questi rimangono un numero consistente di basi tuttora visibili e per lo più dotate di iscrizioni commemorative. Le basi sono soprattutto frequenti nella zona tra la Curia, l'arco di Settimio Severo e la piazza del Foro vera e propria.

## Base di Massenzio
Poco distante dal Lapis niger si trova una base marmorea con dedica di Massenzio A Marte e ai fondatori dell'Urbe eterna, collegabile al vicino heroon di Romolo, cioè lo stesso altare del Lapis niger. Il nome dell'imperatore fu scalpellato via dopo la sua sconfitta e morte nella battaglia di Ponte Milvio contro Costantino I (312).

## Base della vittoria sui Goti
Accanto all'Arco di Settimio Severo si trova la base di un monumento dedicato alla vittoria di Arcadio, Onorio e Teodosio I contro i Goti di Alarico nel 403 o contro quelli di Radagaiso nel 406. Anche qui un nome è stato cancellato, quello di Stilicone, ucciso nel 408. Il monumento era stato eretto dal praefectus urbi Pisidio Romolo.

## Base dei Decennalia

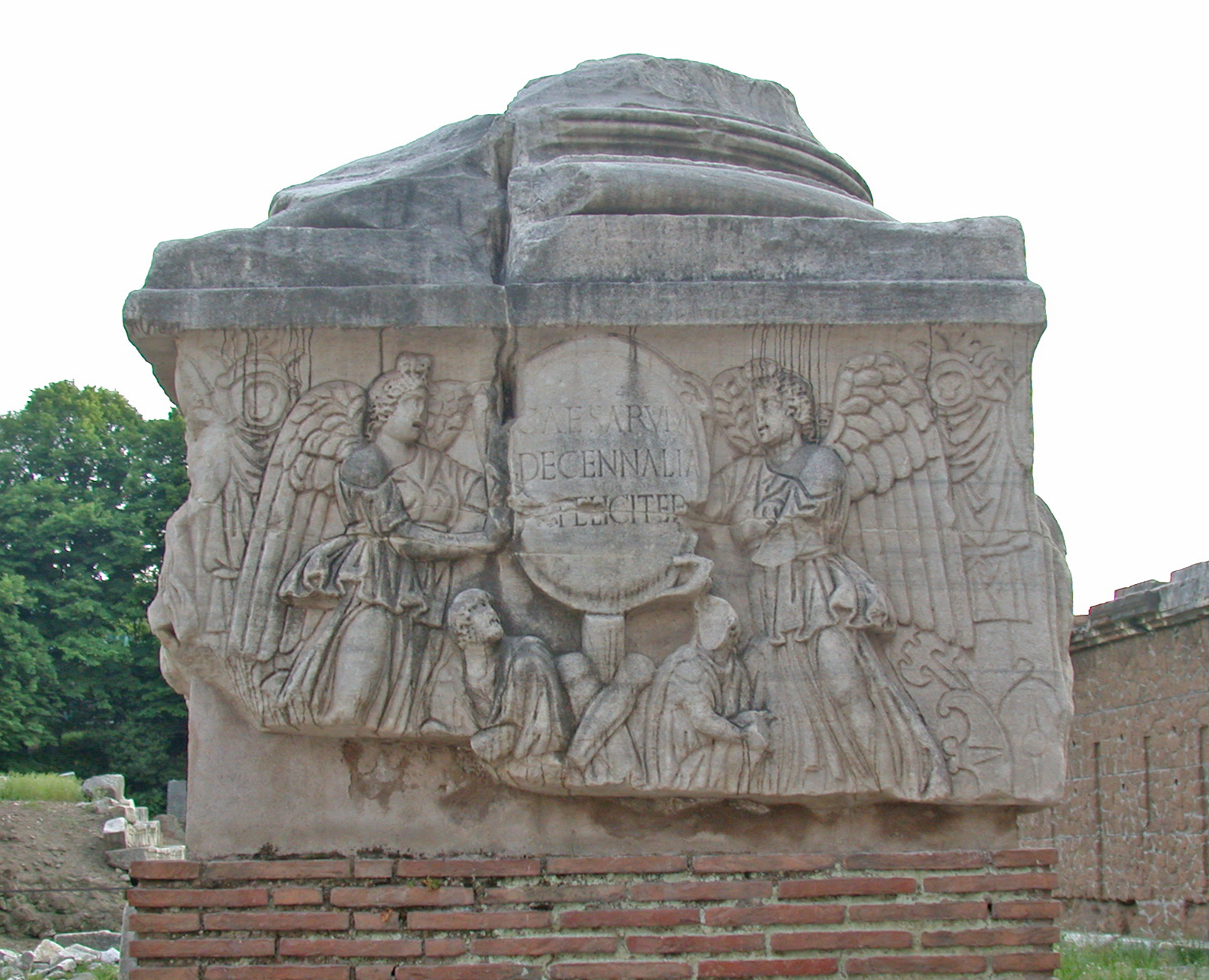
La base dei Decennalia

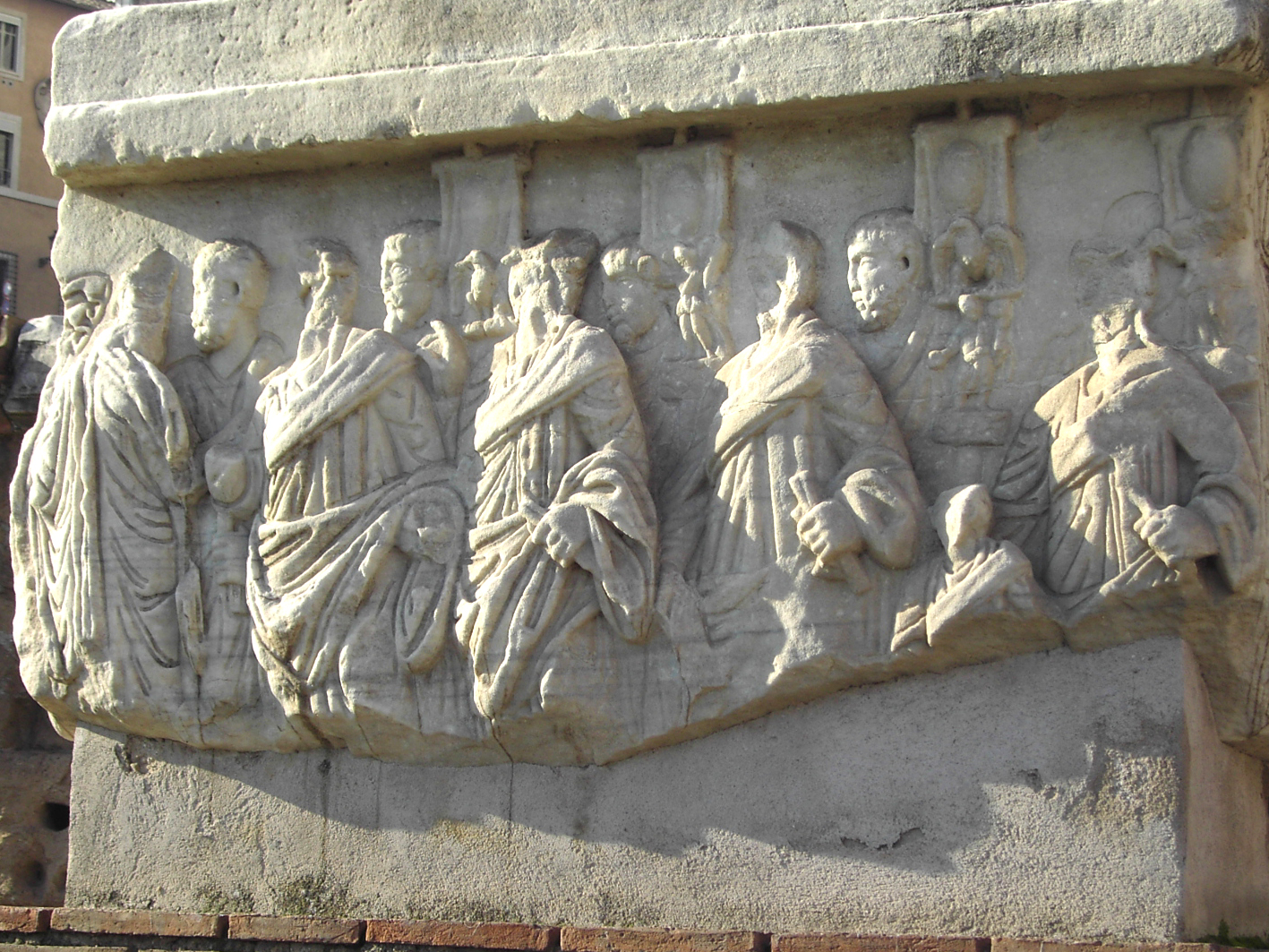
La base dei Decennalia, rilievo sinistro

Poco lontano un altro basamento scolpito su quattro facce reggeva una colonna onoraria. Sulla facciata principale l'iscrizione è posta su uno scudo clipeo retto da due vittorie alate (CAESARVM DECENNALIA FELICITER CIL VI, 1187 e  CIL VI, 31256), e ricorda i Decennalia (decimo anniversario) della Tetrarchia di Costanzo Cloro e Galerio nel 303 (con riferimento ai due Cesari che affiancavano i due Augusti nel sistema). Probabilmente la colonna è da mettere in relazione con la visita di Diocleziano a Roma quello stesso anno.
Le altre facce rappresentano:
- il sacrificio solenne della scrofa, la pecora e il bue (suovetaurilia);
- la libagione dell'imperatore coronato della vittoria al dio Marte, ambientata probabilmente in Campo Marzio dove era l'altare del dio; accanto alla divinità è presente un sacerdote col tipico copricapo del Flamine martialis, un ragazzo con la cassetta dell'incenso, un flautista, un personaggio togato (che simboleggia il Senato stesso), la dea Roma seduta e la testa radiata del sole;
- la processione dei senatori.

Questo monumento, del quale si conosce la data esatta, è un importante esempio delle tendenze che andavano manifestandosi nel periodo tardoantico: se la figure delle Vittorie e il sacrificio dell'imperatore sono caratterizzati dal forte chiaroscuro, tipico del III secolo, grazie al frequente uso del trapano, gli altri due lati presentano invece un plasticismo più plebeo e provinciale, tipico della corrente semplificata e idealizzata che si manifesterà appieno nei rilievi dell'arco di Costantino.
In un rilievo dell'arco di Costantino questa colonna appare assieme ad altre quattro colonne dietro ai Rostri. Di questo gruppo vennero trovate due basi con iscrizioni nel Rinascimento, che andarono poi perdute: una ricordava il ventesimo anniversario degli Augusti (Augustorum vicennalia feliciter), l'altra il ventesimo anniversario degli imperatori (Vicennalia Imperatorum); quest'ultima base era forse quella centrale e reggeva una statua di Giove, mentre le altre reggevano statue degli imperatori.

## Base della statua equestre di Costanzo II

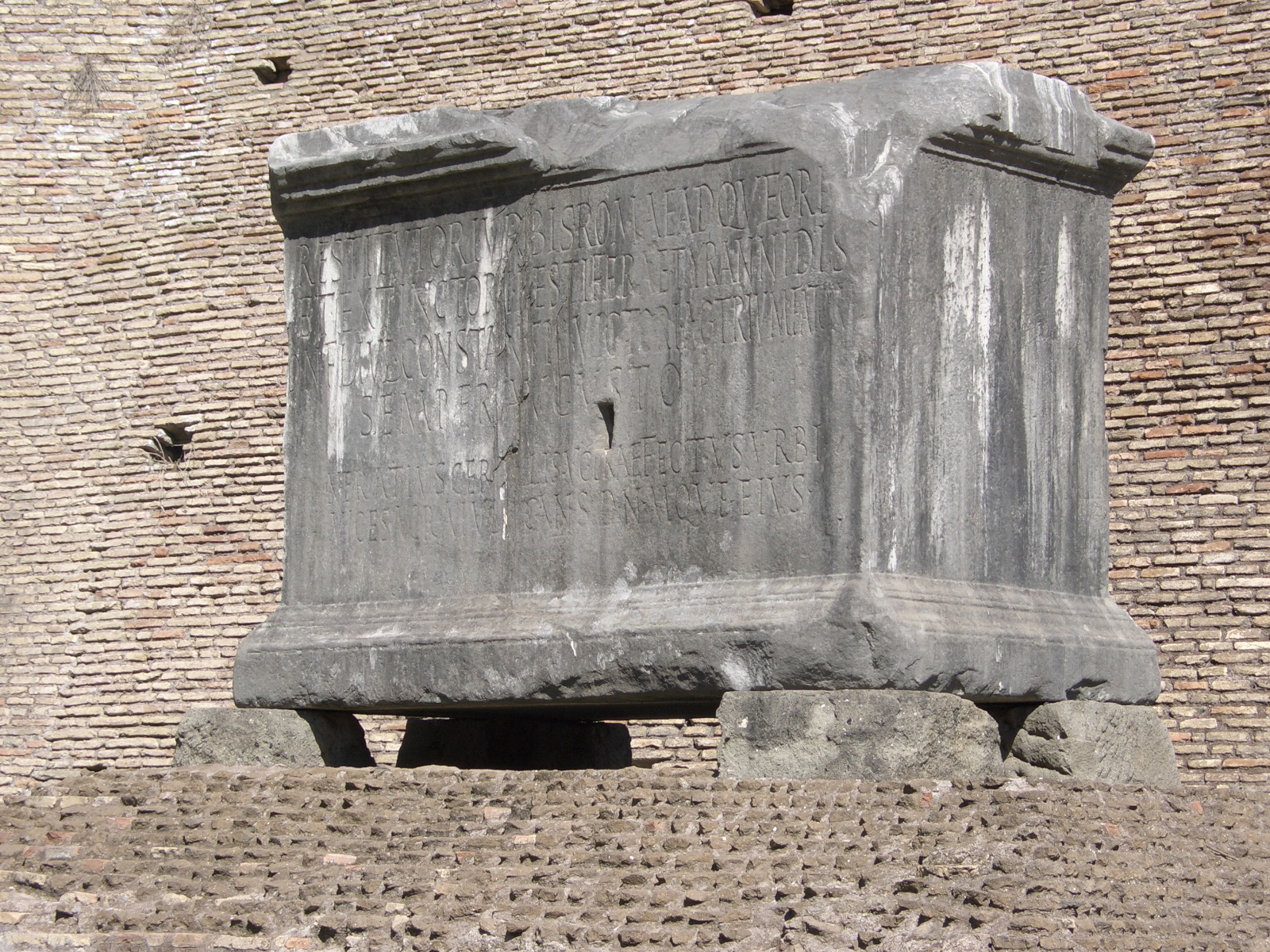
Base della statua eretta da Nerazio Cereale a Costanzo II nel Foro Romano; si trova nei pressi dell'arco di Settimio Severo.

Dinanzi l'arcata destra dell'arco di Settimio Severo, tra l'arco e la Curia Iulia (41°53′34.29″N 12°29′05.64″E), si vede il basamento di una statua equestre posto su lastre di travertino. L'iscrizione relativa (CIL VI, 1158) è la dedica della statua all'imperatore Costanzo II da parte del praefectus urbi di Roma, Nerazio Cereale, che fu in carica tra il 352 e il 353; nell'iscrizione l'imperatore è celebrato come restitutor urbis et orbis, extinctor pestiferae tyrannidis: quest'ultima frase allude alla sua vittoria sull'usurpatore Magnenzio.

## Sette basamenti in mattoni
Sul lato meridionale della piazza si allineano sette grandi basamenti in laterizio, che reggevano altrettante colonne onorarie. Due di esse sono state rialzate. Grazie ai bolli sui mattoni si sono potuti datare questi monumenti all'epoca della tetrarchia (inizio del IV secolo).